# Охара, Норико
Норико Охара (яп. 小原乃梨子 Охара Норико, 2 октября, 1935, префектура Токио — 12 июля 2024) — японская сэйю.

## Смерть
Умерла 12 июля 2024 года от болезни в возрасте 88 лет.

## Позиции в Гран-при журнала Animage
- 1979 год — 1-е место в Гран-при журнала Animage, в номинации на лучшую женскую роль[3];
- 1980 год — 1-е место в Гран-при журнала Animage, в номинации на лучшую женскую роль[4];
- 1981 год — 1-е место в Гран-при журнала Animage, в номинации на лучшую женскую роль[5];
- 1982 год — 3-е место в Гран-при журнала Animage, в номинации на лучшую женскую роль[6];
- 1983 год — 8-е место в Гран-при журнала Animage, в номинации на лучшую женскую роль[7];
- 1984 год — 18-е место в Гран-при журнала Animage, в номинации на лучшую женскую роль[8]

## Роли в аниме
- 1966 год — Go Ahead! Marine Kid (Сын Моря);
- 1968 год — Принц Севера (Белка Тиро);
- 1969 год — Kaitei Shounen Marine (Сын Моря);
- 1969 год — Ninpuu Kamui Gaiden (Санта);
- 1969 год — Attack No. 1 (Кэтти);
- 1973 год — Bouken Korobockle (Лав Лав);
- 1974 год — Хэйди - девочка Альп (ТВ) (Петер);
- 1975 год — Великая битва летающих тарелок (Теронна);
- 1975 год — Arabian Nights: Sindbad no Bouken (1975) (Синбад);
- 1975 год — La Seine no Hoshi (Екатерина);
- 1975 год — Time Boukan (Мадзё);
- 1976 год — 3000 лиг в поисках матери (ТВ) (Кончетта);
- 1977 год — Yatterman (Дорондзё);
- 1977 год — Бездомный мальчик Реми (ТВ) (Матия);
- 1978 год — Дюймовочка (Принц);
- 1978 год — Космический пират капитан Харлок (ТВ) (Мимэ);
- 1978 год — Конан - мальчик из будущего (ТВ) (Конан);
- 1978 год — Капитан Харлок: Тайна Аркадии (Мимэ);
- 1978 год — Галактический экспресс 999 (ТВ) (Луиза);
- 1978 год — Космический крейсер Ямато (ТВ-2) (Сабера);
- 1979 год — Time Bokan Series: Zendaman (Мудзё);
- 1979 год — Doraemon (1979) (Нобита);
- 1979 год — SF Saiyuuki Starzinger II (Берамис);
- 1979 год — Галактический экспресс 999 - Фильм (Луиза / Мимэ);
- 1979 год — Конан - мальчик из будущего (фильм 1979) (Конан);
- 1980 год — Бездомный мальчик Реми - Фильм (Матия);
- 1980 год — Doraemon: Nobita no Kyouryuu (Нобита);
- 1980 год — 3000 лиг в поисках матери - Фильм (Кончетта);
- 1981 год — Несносные пришельцы (ТВ) (Оюки);
- 1982 год — Гиперпространственная крепость Макросс (Клаудиа ЛаСалль (Клаудиа Грант));
- 1982 год — Tokimeki Tonight (Шейла Это (мать Рандзэ и Риндзэ));
- 1983 год — Несносные пришельцы: Только ты (фильм #1) (Оюки);
- 1983 год — Крушила Джо - Фильм (Рики);
- 1983 год — Time Bokan Series: Itadakiman (Янян);
- 1983 год — Моспида - оружие выживания (Лефлес);
- 1984 год — Конан - мальчик из будущего (фильм 1984) (Конан);
- 1984 год — Макросс: Помнишь ли нашу любовь? (Клаудиа ЛаСалль (Клаудиа Грант));
- 1985 год — Несносные пришельцы: Помни мою любовь (фильм #3) (Оюки);
- 1985 год — Несносные пришельцы OVA (Оюки);
- 1987 год — Песня ветра и деревьев (Серж Батуль);
- 1988 год — Несносные пришельцы: Последняя глава (фильм #5) (Оюки);
- 1989 год — Крушила Джо OVA-1 (Рики);
- 1989 год — Dorami-chan: Mini-Dora SOS!!! (Нобисукэ);
- 1989 год — Крушила Джо OVA-2 (Рики);
- 1990 год — Teki wa Kaizoku: Neko-tachi no Kyouen (Кали Дурга);
- 1990 год — Sengoku Bushou Retsuden Bakufuu Douji Hissatsuman (Бидзё);
- 1991 год — Несносные пришельцы: Навсегда моя любимая (фильм #6) (Оюки);
- 2001 год — Doraemon: Ganbare! Gian!! (Нобита);
- 2008 год — Yatterman (TV 2008) (Дорондзё)